# Riberas del Jalón (Bubierca-Ateca)
Riberas del Jalón (Bubierca-Ateca) este o arie protejată (arie specială de conservare — SAC, sit de importanță comunitară — SCI) din Spania întinsă pe o suprafață de 174,31 ha, integral pe uscat.

## Localizare
Centrul sitului Riberas del Jalón (Bubierca-Ateca) este situat la coordonatele 41°19′08″N 1°48′44″W / 41.3188°N 1.8122°V.

## Înființare
Situl Riberas del Jalón (Bubierca-Ateca) a fost declarat sit de importanță comunitară în iulie 2000 pentru a proteja 1 specie de plante și 4 specii de animale. Situl a fost protejat și ca arie specială de conservare în februarie 2021.

## Biodiversitate
Situată în ecoregiunea mediteraneană, aria protejată conține 4 habitate naturale: Galerii de Salix alba și de Populus alba, Lande oro-mediteraneene cu formațiuni endemice de grozamă, Pseudostepă cu ierburi și specii anuale de Thero-Brachypodietea, Păduri de Quercus ilex și Quercus rotundifolia.
La baza desemnării sitului se află mai multe specii protejate:
- plante (1): Centaurea pinnata
- pești (4): Achondrostoma arcasii, Cobitis calderoni, Cobitis paludica, Parachondrostoma miegii

Pe lângă speciile protejate, pe teritoriul sitului au mai fost identificate 1 specie de plante, 12 specii de păsări, 1 specie de amfibieni, 3 specii de mamifere, 1 specie de nevertebrate, 3 specii de pești.